# 鮑登冰川
78°8′S 163°7′E / 78.133°S 163.117°E
鮑登冰川（英語：Bowden Glacier），是南極洲的冰川，位於維多利亞地的斯科特海岸，流經塞利恩特嶺，最終注入布盧冰川，在1994年由新西蘭地理委員會命名，現時由南極條約體系管理。